# Leptidea duponcheli
Leptidea duponcheli är en fjärilsart som först beskrevs av Otto Staudinger 1871.  Leptidea duponcheli ingår i släktet Leptidea och familjen vitfjärilar. Inga underarter finns listade i Catalogue of Life.